# Hermann Geist
Hermann August Friedrich Geist (* 5. März 1828 in Rawitsch, Großherzogtum Posen, Königreich Preußen;  † 1903) war ein deutscher Philologe und Schulleiter.

## Leben
Hermann Geist besuchte das Comenius-Gymnasium in Lissa  und studierte anschließend  Klassische Philologie in Halle und Berlin von 1847 bis 1850. Danach war er als Hauslehrer in Ungarn tätig und studierte erneut in Halle von 1852 bis 1853. Dort legte er im März 1854 die Lehramtsprüfung ab.
Seit Ostern 1854 war Hermann Geist als Probekandidat an der neuen Realschule in seiner Heimatstadt Rawitsch tätig, dann als Probekandidat und Hilfslehrer am Gymnasium in Krotoschin, ab 1855 als Kollaborator an der lateinischen Hauptschule in Halle (Saale) und ab 1856 als ordentlicher Lehrer wieder am Gymnasium Krotoschin.
1858 übernahm er die Leitung der neuen Knabenschule in Schrimm und leitete deren Umwandlung in ein Progymnasium ein. Seit 1861 war er als 3. Oberlehrer an der renommierten Realschule in Halle (Saale) tätig.
1873 wurde Hermann Geist Direktor der städtischen Realschule in Posen, unter seiner Leitung wurde diese in das Königliche Berger-Realgymnasium umgewandelt.
1895 ging er in den Ruhestand. und zog nach Baden-Baden. 1903 starb er.
Sein Sohn (Friedrich Hermann) Wolfgang Geist (* 5. September 1863 in Halle), studierte 1887 in Tübingen, später auch bei Stockhausen, wurde 1897  Gesangslehrer am Conservatorium in Straßburg im Elsass, 1919 am Conservatorium in Leipzig, starb 1960 (?).

## Schriften
Hermann Geist gab die Schulprogramme in Schrimm (1858–1861) und in Posen (1874–1895) als verantwortlicher Schulleiter heraus. Außerdem veröffentlichte er einige Schriften zu verschiedenen Themen
Monographien
- Die klassische und christliche Bildung im Lichte des Konservatismus. 1866.
- Schulandachten. 1871.
- Zwei Lessingfeste in der Realschule zu Posen. 1881. Digitalisat
- Wie führt Goethe sein tilanisches Faustproblem, das Bild seines eigenen Lebenskampfes, vollkommen einheitlich durch? 1899.
- Das freie Reingöttliche als das Grundelement aller echten Moral. 1902.
- Die gesunde Volksreligion von dem Einen, lebendigen, inweltlichen Gott. 1903.

Schulprogramme Beiträge
- Die grammatische Ellipse in besonderer Beziehung auf ihren Gebrauch bei den griechischen Schriftstellern. Krotoschin 1858. 22 S. (Programm Krotoschin Gymnasium.)
- Einleitende Bemerkungen. Schrimm 1860. (Programm Schrimm Gymnasium 1860.)
- Rede bei der Feier des Geburtstages Sr. Majestät Friedrich Wilhelm IV. am 15. Oktober 1858. Schrimm 1861. (Programm Schrimm Gymnasium.)
- Der moderne Realismus und die Realschule. Halle 1872. 29 S. (Programm Halle Realschule.)
- Goethe’s Iphigenie. Posen 1874. S. 7–26. (Programm Posen Realschule.)
- Gotthilf Berger. Gedächtnisrede am 14. Februar 1874. Posen 1874. S. 1–6. (Programm Posen Realschule.)
- Gedächtnisfeier für die beiden ersten Oberlehrer der Anstalt Prof. Dr. Albrecht Magener und Maximilian von Studniarski. Posen 1890. S. 3–6. (Programm Posen Berger-Realgymnasium.)
- Was bieten die antiken Historiker der modernen Jugend? Posen 1891. 153 S. (Programm Posen Berger-Realgymnasium.)